# Auditorio Nacional de Música

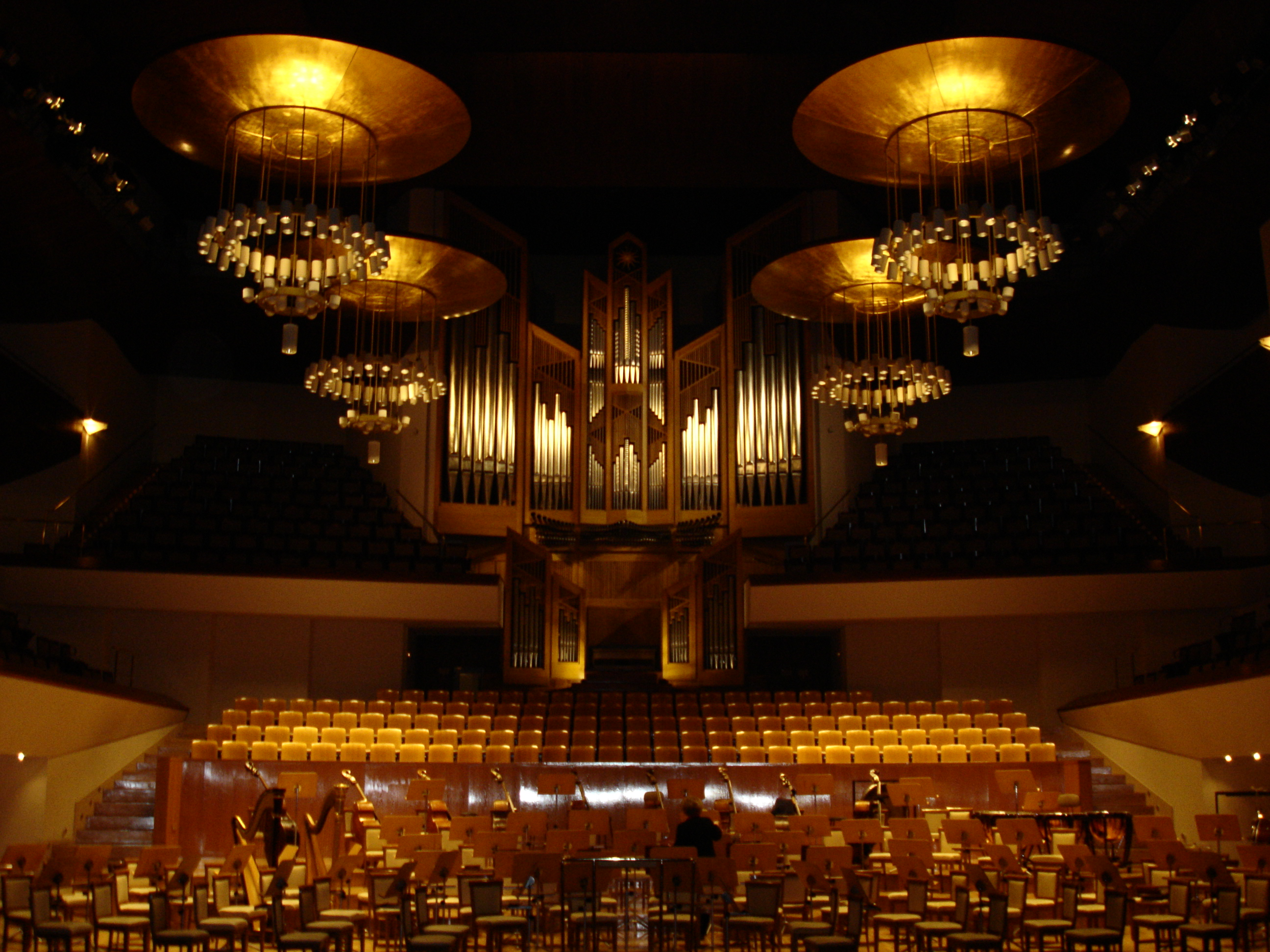
Konserthallen

Auditorio Nacional de Música i Madrid är en konserthall som främst ägnas åt klassisk musik. Den tillhör Instituto Nacional de las Artes Escénicas y de la Música (”Nationella institutet för scenkonst och musik”), vilket ligger under Spaniens Spaniens kulturministerium. Byggnaden är ritad av arkitekten José María García de Paredes och invigdes den 21 oktober 1988. Uppförandet av byggnaden ingick som en del i en nationell plan för auditorier, vars avsikt var att förse landet med en musikalisk infrastruktur.
Auditoriet är hemvist för Spaniens nationalorkester, Spaniens nationalkör och Spaniens nationella ungdomsorkester.
Auditoriet har en aktiv och kontinuerlig programverksamhet. Byggnaden har två konsertsalar, en för symfoniorkestrar och en för kammarmusik, med en kapacitet av 2324 respektive 692 platser, vilket ger möjlighet till att ha fyra konserter varje dag, med uppföranden på eftermiddagen och på kvällen. Intill konsertsalen och kammarmusiksalen finns det en allmän körsal som är ett tredje alternativ, med en kapacitet på 208 åskådare. Det finns också en aula, repetitionslokal, 14 rum för individuella förberedelser för solister, inspelningsmöjligheter, pressrum, två kaféer och en presentbutik.
Förutom för konserter används lokalen som övningslokal för musikstuderande, för repetitioner, prisutdelningar, presskonferenser med mera.